# Pantarbes scinax
Pantarbes scinax är en tvåvingeart som beskrevs av Hall och Neal L. Evenhuis 1984. Pantarbes scinax ingår i släktet Pantarbes och familjen svävflugor. Inga underarter finns listade i Catalogue of Life.